# Tibetaanse waterspitsmuis
De Tibetaanse waterspitsmuis (Nectogale elegans)  is een zoogdier uit de familie van de spitsmuizen (Soricidae). De wetenschappelijke naam van de soort werd voor het eerst geldig gepubliceerd door Milne-Edwards in 1870.

## Kenmerken
Dit kleine tonronde, semi-aquatische dier heeft een leigrijze rug en een zilverwitte buik. De kop bevat een stompe snuit en zeer kleine ogen en oren. De zwarte staart is aan de onderzijde bezet met rijen stijve haren. De lichaamslengte bedraagt 9 tot 13 cm, de staartlengte 8 tot 11 cm.

## Leefwijze
Zijn voedsel bestaat uit visjes, insecten en andere kleine prooien.

## Leefgebied
Dit schuwe, teruggetrokken solitair levende dier is te vinden in en nabij koude, snelstromende beken in de Zuid-Aziatische Himalaya en aangrenzende gebergten.

## Voorkomen
De soort komt voor in China, India, Myanmar en Nepal.